# Bassania goleta
Bassania goleta là một loài bướm đêm trong họ Geometridae.